# Guerre civile de Byzance (1341-1347)
Guerres civiles byzantines
La guerre civile de Byzance (1341-1347) opposa lors du décès de l’empereur Andronic III les partisans du régent désigné, Jean VI Cantacuzène, aux tuteurs du jeune Jean V Paléologue, âgé de neuf ans, c’est-à-dire l’impératrice douairière Anne de Savoie, le patriarche de Constantinople Jean XIV Kalékas et le mega dux Alexis Apokaukos. Divisant la société byzantine selon les classes sociales, elle mit aux prises l’aristocratie qui appuyait Jean VI et les classes moyenne et populaire qui appuyaient la régence. Elle se déroula dans le contexte d’une querelle religieuse où les partisans de Cantacuzène étaient généralement partisans de la doctrine mystique de l’hésychasme.
À la mort d’Andronic III en juin 1341, son principal conseiller et ami, Jean Cantacuzène, fut nommé régent pour le jeune Jean V encore mineur. Alors que Cantacuzène était absent de Constantinople, un coup d’État mené au mois de septembre par Alexis Apokaukos et le patriarche Jean XIV obtint l’appui de l’impératrice Anne et établit une nouvelle régence. En réponse à ce défi, l’armée et les partisans de Cantacuzène proclamèrent ce dernier coempereur en octobre, jetant les bases d’un conflit armé.
Les forces de la nouvelle régence semblèrent prévaloir au cours des premières années du conflit. À la suite de nombreux soulèvements anti-aristocratiques, notamment ceux des Zélotes de Thessalonique, la plupart des villes de Thrace et de Macédoine tombèrent aux mains de la régence. Cantacuzène réussit à renverser la situation avec l’aide d’Étienne Dušan de Serbie et d’Umur Bey, émir d’Aydin. En 1345, malgré la défection de Dušan qui passa dans le camp opposé et le retrait d’Umur, il parvint à conserver ses gains grâce à l’appui du sultan ottoman Orhan. Le meurtre du mega dux Apokaukos, principal responsable de l’administration, en juin 1345 porta un dur coup à la régence. Proclamé formellement empereur à Andrinople en 1346, Cantacuzène entra dans Constantinople le 3 février 1347. Au terme de l’accord passé avec ses adversaires, il devait régner pendant une période de dix ans à titre d’empereur principal et de régent, puis à la majorité de Jean V, comme coempereur avec ce dernier. En dépit de cette apparente victoire, la reprise de la guerre civile força Jean VI à abdiquer et à se retirer dans un monastère où il se fit moine en 1354.
Les conséquences de cette longue guerre civile s’avérèrent désastreuses pour l’empire qui avait retrouvé une certaine stabilité sous Andronic III. Sept ans de guerre civile, les maraudages incessants d’armées présentes sur son territoire, l’agitation sociale et l’apparition de la peste dévastèrent Byzance. Ce conflit permit également à Étienne Dušan de conquérir l’Albanie, l’Épire et la plus grande partie de la Macédoine jetant ainsi les bases d’un nouvel empire serbe alors que l’Empire bulgare s’emparait des territoires au nord du fleuve Évros.

## Toile de fond: Byzance auXIVesiècle

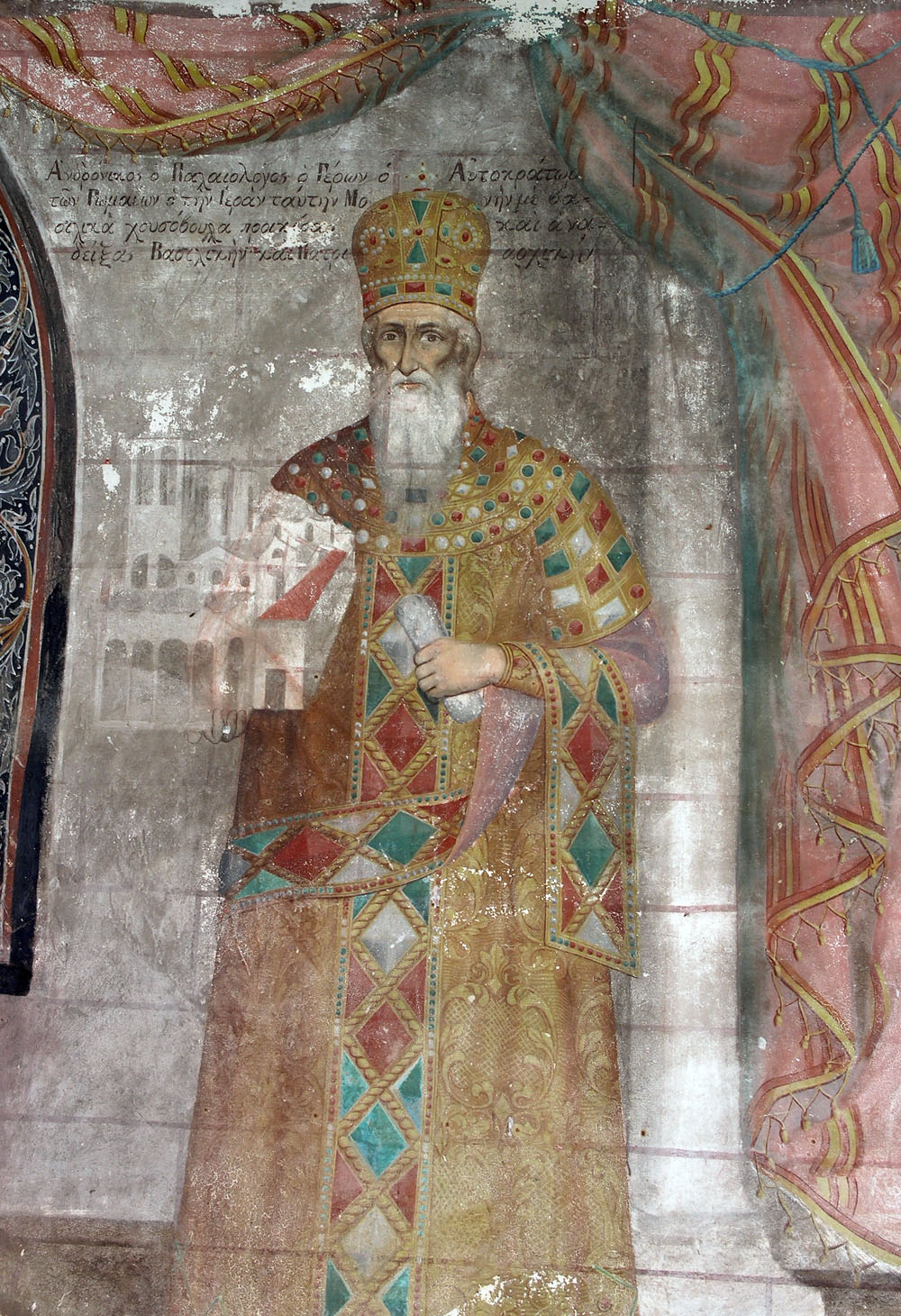
Fresque représentant Andronic II présentant une charte de privilèges au monastère St. Jean Baptiste près de Serrès.

Jadis tout-puissant, l’empire byzantin traversait en 1341 une période difficile. Constantinople était bien redevenue la capitale d’un empire qui avait recouvré sous le règne de Michel VIII Paléologue (empereur 1259 – décédé 1282) une partie de sa gloire passée, mais ce ne fut qu’au prix d’un complet épuisement des finances publiques, si bien que l’empire reprit la voie du déclin sous le successeur de Michel, Andronic II Paléologue (empereur 1282 – décédé 1328),. Bientôt, les dernières possessions byzantines d’Asie mineure tombèrent aux mains des Turcs où s’affirmait le nouvel émirat ottoman. Ces défaites entraînèrent l’exode d’un grand nombre de réfugiés vers les provinces byzantines d’Europe où la Compagnie catalane ravageait les domaines impériaux. Les impôts furent augmentés pour pouvoir payer les différents tributs exigés par les ennemis de l’empire. Tant pour renverser cette situation que par recherche de gloire personnelle, le petit-fils de l’empereur et son successeur désigné, Andronic III Paléologue se révolta et, avec l’appui d’un groupe de jeunes aristocrates menés par Jean Cantacuzène et Syrgiannès Paléologue, il déposa son grand-père après une série de conflits au cours des années 1320,. Mais si le conflit chassa l’empereur du pouvoir, il eut aussi pour conséquence de permettre aux voisins serbes, bulgares, turcs, génois et vénitiens, de s’emparer de divers territoires impériaux tout en augmentant leur influence au sein même de l’empire.
Durant le règne d’Andronic III Paléologue (empereur 1328 – décédé 1341), Jean Cantacuzène exerça la fonction de grand domestique, c’est-à-dire de commandant en chef des armées. Les relations entre les deux hommes demeurèrent étroites si bien qu’en 1330 lorsque Andronic III tomba malade (le futur Jean V ne devait naitre qu’en 1332), il insista pour que Cantacuzène soit proclamé empereur ou régent à sa mort. Ces liens se renforcèrent encore lorsque le fils ainé de Cantacuzène, Matthieu, épousa Irène Paléologue, une cousine de l’empereur au printemps 1341.
Contrairement à Andronic II qui avait licencié l’armée et la marine byzantine et avait accordé sa faveur aux moines et aux intellectuels, Andronic III s’avéra un général énergique et mena lui-même les armées au combat. Sa première campagne contre les Ottomans, en 1329, devait tourner au désastre lors de la bataille de Pélékanon, à la suite de quoi les positions byzantines en Bithynie s’effondrèrent,. Des engagements subséquents dans les Balkans permirent toutefois de redresser l’empire chancelant d’Andronic. La Thessalie et le despotat d'Épire, qui avaient été perdus pendant la quatrième croisade, revinrent à l’empire presque sans effusion de sang respectivement en 1328 et 1337,,. Grâce à l’aide d’Umur Bey, l’empire put reprendre l’ile de Lesbos des mains des Génois en 1335. Cette campagne devait marquer le début d’une longue alliance et d’une solide amitié entre les deux hommes.
L’empereur eut moins de succès lors de la guerre avec la Serbie qui dura de 1331 à 1334 et qui permit aux Serbes conduits par le renégat Serge Paléologue de s’emparer de plusieurs villes de Macédoine. Seuls l’assassinat de Serge et la menace d’une invasion hongroise força les Serbes à demander la paix,. Le traité qui devait en résulter entre Andronic III et Étienne Dušan eut de profondes répercussions pour l’avenir des relations entre les deux pays. Pour la première fois, les Byzantins reconnaissaient les gains importants faits par les Serbes au détriment de l’empire dans les Balkans pendant le règne d’Andronic II. À la suite de ce traité, Étienne put transférer sa capitale plus au sud à Prilep et déplacer ainsi le centre de gravité de son royaume vers le Sud.
Même si la perte de l’Asie mineure s’avéra définitive, les succès remportés en Épire et en Thessalie conduisirent à un renforcement de l’empire dans les territoires grecs du sud des Balkans. Andronic III et Cantacuzène ambitionnaient également de reconquérir les principautés latines du sud de la Grèce pour établir, selon les mots de Donald MacGillivray Nicol « une unité administrative, petite mais compacte et administrativement gérable s’étendant du Cap Matapan jusqu’à Constantinople ».

## La régence de Cantacuzène: de juin à septembre 1341

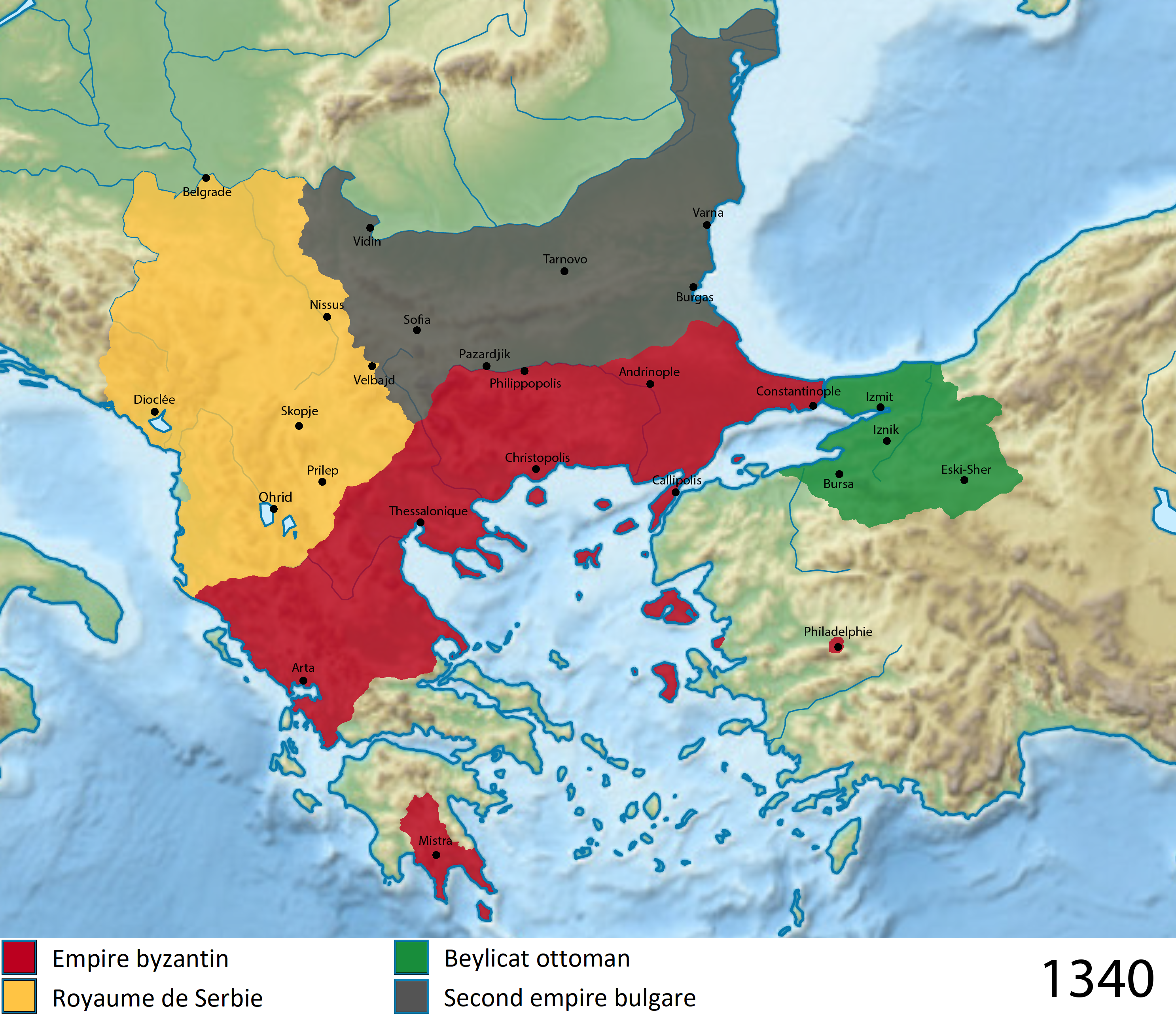
L'empire byzantin et ses voisins lors de la mort d'Andronic III.

Andronic III s’éteignit après une courte maladie dans la nuit du 14 au 15 juin 1341, à l’âge de 45 ans. Jean V, alors âgé de neuf ans, était le successeur naturel, mais n’avait pas encore été proclamé ni couronné coempereur. Cet état de fait créait un vide légal et posait la question de la direction du gouvernement de l’empire.
En vertu de la tradition, la régence devait normalement revenir à l’impératrice douairière. Cependant, sans y avoir été appelé officiellement, Cantacuzène se proclama régent et s’installa au palais impérial arguant de ses étroits rapports avec l’empereur défunt et du fait qu’il avait de facto la charge des affaires de l’État,. C’était toutefois sans compter sur l’opposition qui se cristallisa autour du patriarche Jean XIV Kalékas, homme ambitieux déterminé à avoir voix à la direction de l’empire, de l’impératrice douairière Anne de Savoie qui, même après avoir accepté la régence de Cantacuzène, craignait que celui-ci ne dépossédât son fils et de l’ambitieux mega dux (amiral de la flotte) Alexis Apokaukos qui dirigeait également la bureaucratie. Celui-ci tenta d’abord de convaincre Cantacuzène de se proclamer empereur, espérant ainsi un nouvel avancement. Mais sur le refus de ce dernier, il changea d’allégeance et se rangea aux côtés de l’impératrice et du patriarche.
Selon Donald Nicol, Cantacuzène aurait pu assurer son autorité s’il était resté à Constantinople. Mais, en tant que régent et megas domestikos (général en chef de l’armée), il se devait de se porter aux devants des ennemis de l’empire désireux de profiter du décès d’Andronic. Étienne Dušan avait envahi la Macédoine, l’émir de Saruhan ravageait les côtes de la Thrace et le tsar Ivan-Alexandre de Bulgarie menaçait de déclarer la guerre,,. En juillet, Cantacuzène croyant à la loyauté d’Apokaukos quitta la capitale laissant ce dernier à la tête du gouvernement. La campagne s’avéra un grand succès : Étienne Dušan dut se retirer ; les envahisseurs turcs furent repoussés ; Ivan-Alexandre, menacé par une flotte de l’émir d’Aydin, dut renouveler son alliance avec Byzance,. Enfin, Cantacuzène reçut une ambassade des barons de la principauté d'Achaïe venue lui proposer de reconnaitre sa suzeraineté en échange de la reconnaissance de leurs propriétés. Comme l’a reconnu Cantacuzène dans ses mémoires, c’était là une chance à saisir, car si la manœuvre réussissait, le duché d'Athènes, aux mains des Catalans, se rendrait presque automatiquement consolidant ainsi le contrôle de Byzance sur la Grèce,.
Cantacuzène reçut alors des nouvelles alarmantes de Constantinople : à la fin d’août, Apokaukos avait tenté d’enlever et de retenir comme otage Jean V. À la suite de cela, il avait dû s’enfuir dans sa citadelle d’Épitabai où il était encerclé avec ses troupes. Cantacuzène retourna alors à Constantinople consulter l’impératrice au début de septembre. Après quelques semaines, il reprit le chemin de la Thrace pour préparer une campagne en Morée. En chemin, il s’arrêta à Épitabai où il rencontra Apokaukos, pardonna sa tentative et le restaura dans ses anciennes fonctions.

## Le déclenchement de la guerre: automne 1341
De retour dans la capitale, l’amiral Apokaukos reprit ses intrigues en s’alliant au patriarche et à un groupe de nobles pour convaincre l’impératrice que Cantacuzène complotait pour la renverser ainsi que son fils. Sous l’autorité de l’impératrice, Jean Kalékas fut nommé régent et Apokaukos éparque de Constantinople. Les parents et partisans de Cantacuzène furent emprisonnés ou exilés et leurs biens confisqués,. Bien que la femme et les enfants de Cantacuzène aient été en sécurité dans leur fief de Didymotique, la nouvelle régence assigna la mère de Cantacuzène, Théodora, en résidence surveillée où les privations qu’elle dut subir causèrent sa mort.
Lorsque le premier groupe de partisans qui avaient fui la capitale arrivèrent à Didymotique, Cantacuzène tenta de négocier avec la nouvelle régence, en vain toutefois. Il ne restait plus à l’armée et aux partisans de Cantacuzène qu’à proclamer celui-ci empereur, ce qu’ils firent le 26 octobre 1341. Bien qu’il continuât à se présenter comme l'empereur associé à Jean V et à agir au nom de celui-ci, le seul fait de prétendre au trône suffit à déclencher la guerre civile,,,.
Cantacuzène espérait encore pouvoir régler la question par la négociation. Mais ses envoyés furent systématiquement emprisonnés et ses partisans excommuniés par le patriarche Jean XIV. Le 19 novembre 1341, la régence répondit à la proclamation de Cantacuzène comme empereur en procédant au couronnement solennel de Jean V.

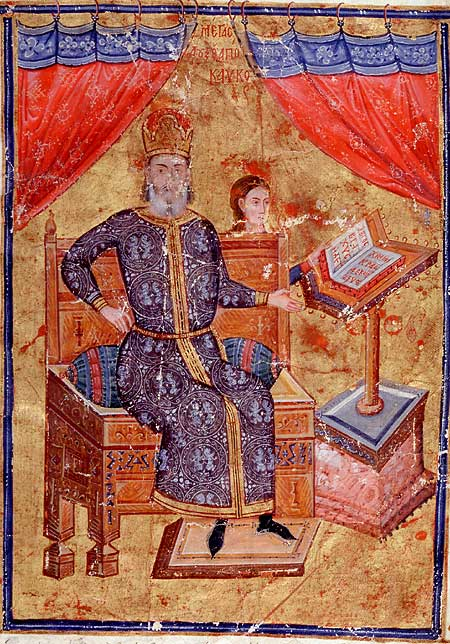
Le Mega Dux Alexis Apokaukos dont les machinations conduisirent à la rupture entre Cantacuzène et l'impératrice Anne de Savoie, déclenchant ainsi la guerre civile

La proclamation de Cantacuzène provoqua une scission au sein de la société byzantine : les riches et puissants propriétaires terriens (traditionnellement appelés dynatoi ou « puissants ») qui dominaient la campagne se rangèrent rapidement derrière lui, pendant que la population en général, qui vivait souvent dans la pauvreté et souffrait d’une taxation abusive, se rangea derrière l’impératrice douairière et le patriarche,. Apokaukos vit rapidement le profit qu’il pouvait tirer de la situation et alimenta le ressentiment contre l’aristocratie en rendant publique la liste des richesses confisquées dans les demeures de Cantacuzène et de ses partisans.
La guerre civile se transforma ainsi en une guerre entre villes et campagnes. Les villes, que dominaient la petite bureaucratie civile et les commerçants (les « gens du marché »), étaient en faveur d’une économie mercantile et de bonnes relations avec les républiques maritimes alors que les campagnes demeuraient sous la domination de l’aristocratie conservatrice qui tirait sa richesse de ses terres et méprisait traditionnellement l’entreprenariat commercial. Les couches populaires pour leur part avaient tendance à favoriser la faction dominante, soit les couches moyennes dans les villes et les propriétaires terriens dans les campagnes,,.
Cette polarisation n’était pas un phénomène nouveau à Constantinople. Cette compétition entre l’aristocratie terrienne et les classes moyennes urbaines pouvait s’observer depuis le XIe siècle que ce soit dans les sphères politique, économique ou sociale. Ce qui était nouveau dans le conflit qui éclata en 1341 fut son ampleur. Ce conflit de classe trouva même son écho dans l’empire de Trébizonde où une faction urbaine pro-impériale et pro-Constantinople vint en conflit avec l’aristocratie terrienne des provinces entre 1340 et 1349. Les propensions plutôt conservatrice et anti-occidentales des aristocrates ainsi que leurs positions farouchement orthodoxes, leur opposition aux monastères catholiques, expliquent également leur adhésion croissante à l'hésychasme prôné par Grégoire Palamas dont les vues étaient rejetées surtout dans les villes,. Bien que la question doive rester ouverte en raison d’un grand nombre d’exceptions, dans l’esprit populaire telle qu’elle se manifeste dans l’historiographie traditionnelle, être partisan du palamisme devint bientôt synonyme d’être partisan de Cantacuzène,.
La première manifestation de cette division sociale se fit jour à Andrinople (aujourd’hui Edirne en Turquie européenne) lorsque, le 27 octobre, la population expulsa la noblesse de la ville qui passa ainsi sous le contrôle de la régence. Dans les semaines qui suivirent d’autres villes firent de même à travers la Thrace et la Macédoine où les populations firent connaitre leur appui à la régence et leur haine du « cantacuzénisme »,,. Cette rébellion ne fut maitrisée qu’à Démotique où la ville continua à constituer le principal appui des forces de Cantacuzène durant toute la guerre.

## Cantacuzène demande l'aide d'Étienne Dušan: 1342
Lorsque de fortes chutes de neige rendirent la poursuite de la campagne impossible avant l’été suivant, Cantacuzène décida d’envoyer une ambassade qui comprenait des moines du Mont Athos à Constantinople, mais celle-ci fut à nouveau rejetée par le patriarche. À ce moment, presque toutes les provinces byzantines et leurs gouverneurs avaient proclamé leur allégeance à la régence. Seul Théodore Synadenos, associé de longue date de Cantacuzène et gouverneur de Thessalonique, la deuxième ville du pays, lui restait fidèle. Toutefois, il s’était gardé d’en informer la population et planifiait, de concert avec l’aristocratie, de livrer la ville. Avec lui, le magnat serbe Hrlja, gouverneur pratiquement indépendant de la vallée du fleuve Strymon, semblait pencher en faveur de Cantacuzène. C’est pourquoi, dès que la température le permit, Cantacuzène laissa sa femme, Irène Asanina, son beau-frère Manuel Asen et ses filles responsables de Didymotique et marcha le 2 mars 1342 vers l’ouest avec ses troupes en direction de Thessalonique,,. En chemin, il tenta d’abord de s’emparer de Perithéorion mais fut repoussé et dut continuer sa marche vers l’ouest. Il put toutefois s’emparer de la forteresse de Melnik après quoi il rencontra Hrlja en vue de conclure une alliance. Leurs armées marchèrent de concert vers Thessalonique mais arrivèrent trop tard pour en prendre le contrôle. En chemin, ils rencontrèrent Synadenos et d’autres aristocrates qui avaient fui devant un soulèvement populaire mené par un parti radical, les Zélotes,,. Peu après, une flotte de soixante-dix navires conduite par Apokaukos vint renforcer la ville dont son fils, Jean, fut nommé théoriquement gouverneur, le véritable pouvoir demeurant pour les sept années suivantes aux mains des Zélotes, exemple unique de gouvernement municipal autonome dans l’histoire de Byzance,.

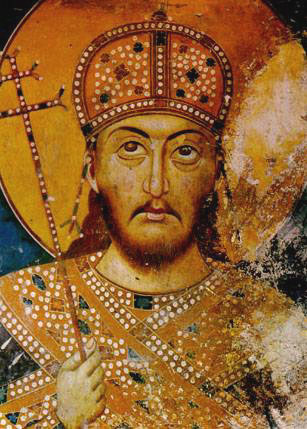
L'empereur serbe Étienne Douchan. Tirant profit de la guerre civile il étendit son empire aux dépens de l'empire byzantin. Créateur de l'empire serbe, il le porta à son apogée.

Pendant la même période, l’armée de la régence guerroyait en Thrace, prenant possession des villes dont s’étaient rendues maitresses les révoltes populaires. Thessalonique lui étant interdite, sa ligne d’approvisionnement en Thrace coupé, les désertions ayant réduit son armée à 2 000 hommes, Cantacuzène fut obligé de se replier vers la Serbie au nord où il espérait recevoir l’aide d’Étienne Dušan. Hrelja fit aussi défection et s’allia à la régence dans l’espoir d’obtenir ainsi le contrôle de Melnik,,. Cantacuzène rencontra Dušan près de Pristina en juillet 1342. Le prince serbe parut d’abord hésitant à conclure une telle alliance. Cependant il s’y résolut sous la pression de ses nobles, entre autres de Jovan Oliver qui firent valoir qu’il aurait tort de se priver d’une possibilité unique d’extension de ses frontières vers le sud. Bien qu’il s’en soit défendu par la suite dans ses mémoires, il semble que Cantacuzène ait au début donné son accord à ce que les Serbes puissent réclamer comme leur toute la Macédoine à l’ouest de Christopolis (Kavala), sauf pour Thessalonique et ses environs. La seule exception était les villes qui s’étaient rendues en personne à Cantacuzène. Pour sceller ce traité, le plus jeune fils de Cantacuzène, Manuel, fut promis en mariage à la fille de Jovan Oliver, même si le mariage n’eut jamais lieu après la volte-face subséquente de Dušan,. Hrelja adhéra au pacte en échange de la reddition de Melnik encore aux mains des forces de Cantacuzène; toutefois, la ville tomba aux mains de Dušan un an plus tard après la mort de Hrelja,.
À la fin de l’été 1342, Cantacuzène accompagné de plusieurs dignitaires serbes s’avança en Macédoine à la tête de forces gréco-serbes, espérant rejoindre son épouse qui tenait encore Didymotique,. Son avance devait être bientôt arrêtée devant Serres qui refusa de se rendre et dont le siège dut être interrompu après qu’une épidémie eut tué près de 1500 de ses hommes, le forçant ainsi à retourner en Serbie avec quelque 500 soldats. La campagne de Dušan fut plus fructueuse, lui permettant de capturer Vodena (Édesse),,. Les forces serbes s’emparèrent bientôt de Florina et de Kastoria lui permettant de contrôler la majeure partie de la Macédoine occidentale. Les Serbes étendirent également leur contrôle sur l’Albanie, si bien qu’à l’été 1343, à l’exception de Dyrrhachium encore contrôlée par les Angevins, toute la région semblait sous domination serbe,. À la fin de l’automne, l’impératrice Anne envoya des ambassades à Dušan pour le convaincre de lui livrer Cantacuzène. Ce dernier, désireux d’obtenir une compensation plus intéressante, refusa,. La chance commença à tourner pour Cantacuzène lorsqu’une délégation de nobles de Thessalie offrit d’accepter son autorité. Cantacuzène nomma alors un de ses parents, Jean Angelos, gouverneur de la province. Bien qu’il pût gouverner dans les faits de façon pratiquement indépendante, Angelos s’avéra un gouverneur loyal et efficace. Il parvint à faire entrer l’Épire, qu’il avait dirigée en 1340, dans le camp de Cantacuzène et fit même des gains en Thessalie aux dépens des Catalans d’Athènes,,. Peu après toutefois, une autre expédition contre Serres échoua et le moral flancha dramatiquement dans le camp de Cantacuzène. Des rumeurs circulèrent même à Constantinople à l’effet que, rejeté par ses partisans, celui-ci comptait se retirer au Mont Athos pour s’y faire moine.

## Cantacuzène reprend le dessus: 1343-1345

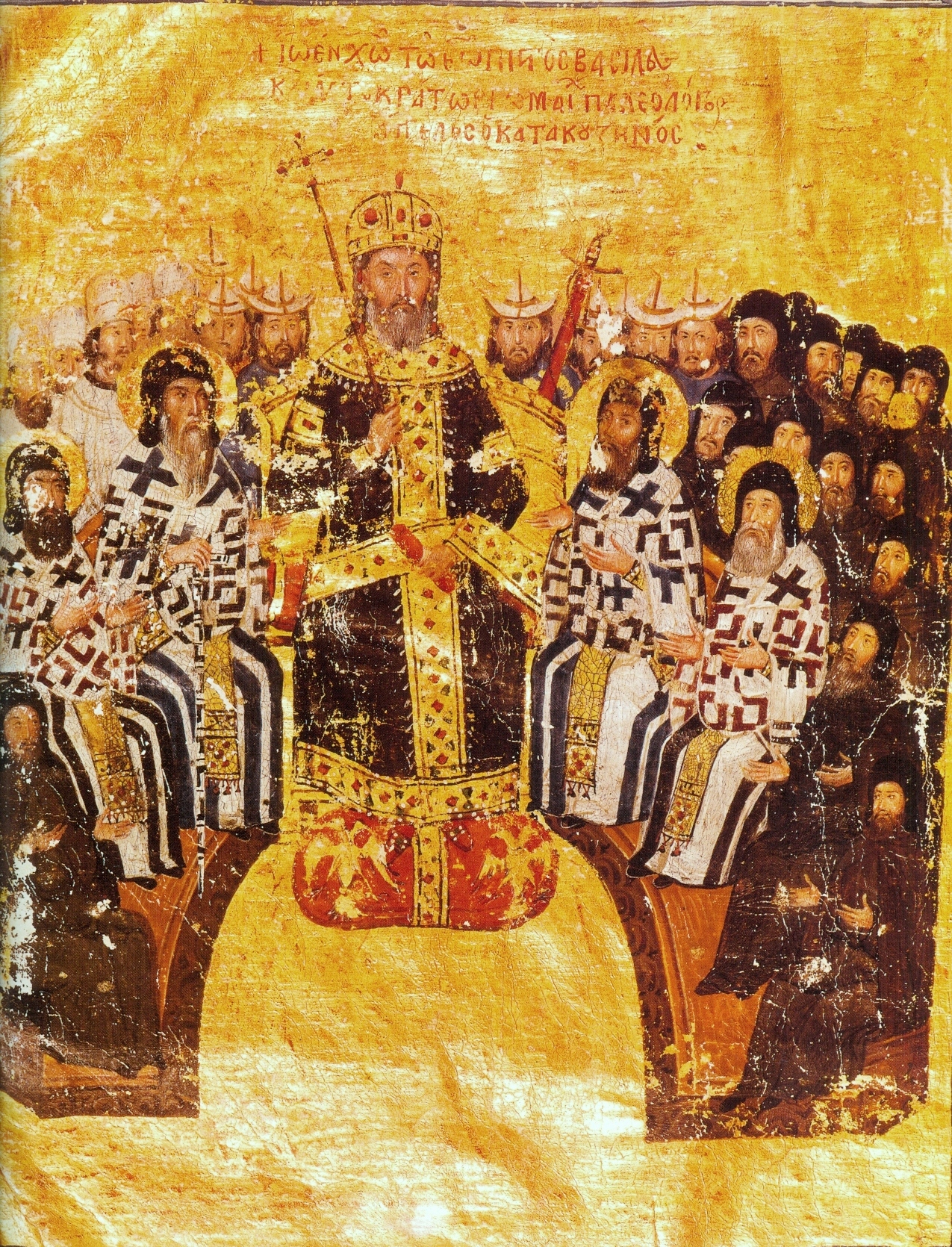
Jean VI Cantacuzène présidant un synode. Traités théologiques de Jean VI Cantacuzène, BNF Gr.1242

Le vent commença à tourner lorsque, à la fin de 1342 ou au début de 1343, le vieil allié de Cantacuzène, Umur Bey, remonta le fleuve Évros avec une flotte de 300 navires et une armée de 29 000 hommes (selon Cantacuzène) ou de 15 000 (selon les sources turques) pour délivrer Didymotique assiégée par une armée bulgare commandée par Ivan-Alexandre. Après avoir pillé la Thrace pendant quelques mois, Umur fut forcé de retourner en Asie, ses forces n’étant pas habituées au froid hivernal,,. Ce revirement devait déplaire à Dušan puisque, Cantacuzène obtenant sa propre assise territoriale, il devenait moins dépendant du bon vouloir du dirigeant serbe. La rupture définitive se produisit en avril 1343 lorsque Cantacuzène persuada la ville de Berroia, assiégée par les Serbes, d’accepter son pouvoir plutôt que celui de Dušan. Il en fut de même de plusieurs autres forts de la région, y compris Sérvia et Platamon. En renforçant l’indépendance de Cantacuzène, ces succès rendaient plus aléatoires les tentatives d’expansion serbe. Réalisant qu’il avait peu à gagner en maintenant son alliance avec Cantacuzène, Dušan se tourna vers la régence avec qui il conclut une alliance formelle à l’été 1343,,.
Pendant ce temps, Cantacuzène et ses forces campaient devant Thessalonique, espérant prendre la ville par traitrise. Apokaukos arriva à la tête d’une flotte byzantine pour venir en aide aux Zélotes, coinçant ainsi Cantacuzène entre Thessalonique et les possessions de Dušan en Macédoine. À nouveau, Umur Bey vint à la rescousse avec une flotte transportant environ 6 000 hommes. Apokaukos et ses navires durent fuir devant les forces turques supérieures en nombre.
Thessalonique était toutefois en mesure de résister aux efforts combinés de Cantacuzène et d’Umur,,. Ne pouvant conquérir celle-ci, Cantacuzène tourna son attention vers la Thrace, laissant ses alliés turcs s’occuper de Thessalonique. À la fin de 1343, il nomma son fils Manuel gouverneur de Berroia et de la Macédoine occidentale pour marcher vers Didymotique, libérer la ville et voir son épouse pour la première fois en plus d’un an. Sur la route, Cantacuzène s’empara de nombreuses forteresses en Thrace sans pouvoir toutefois venir à bout de Périthéorion. Il entreprit ensuite une nouvelle campagne fructueuse contre Komotini et d’autres forteresses de la région de Rhodope,. Durant les deux années qui suivirent, villes et forteresses de Thrace tombèrent l’une après l’autre en son pouvoir, à grands frais toutefois puisque ses troupes, en majeure partie turques, pillèrent la région sans vergogne,. Les derniers mois de 1344 virent plusieurs personnalités importantes se ranger à ses côtés, y compris le général Jean Vatatzès, un proche parent du patriarche et d’Apokaukos, le patriarche de Jérusalem Lazare et, plus important encore, Manuel Apokaukos, le fils du mega dux, gouverneur d’Andrinople.
Pendant ce temps, l’alliance conclue entre la régence et Dušan lui ouvrait la voie pour piller et occuper l’ensemble de la Macédoine et de l’Épire. Fin 1345, seule Thessalonique, toujours aux mains des Zélotes, Serres et la région avoisinante restée fidèle à la régence avec Bérée tenue par Manuel Cantacuzène, restaient hors du contrôle serbe, .
Ces derniers évènements plaçaient la régence dans une situation précaire : en dépit de la bonne gouvernance du trésor public géré par Apokaukos, la dévastation qu’avait occasionnée cette guerre prolongée avait mis le trésor à sec. En août 1343, l’impératrice fut obligée de mettre en gage les joyaux de la couronne auprès de la république de Venise pour un montant de 30 000 ducats. De plus, les ravages turcs en Thrace occasionnèrent une disette à Constantinople. Espérant une aide de l’Occident, l’impératrice fit appel au pape et se mit à persécuter les partisans de Cantacuzène et les Palamites antioccidentaux.
En 1344, la régence conclut une nouvelle alliance avec la Bulgarie qui se traduisit par la cession à la Bulgarie de Philippopolis (Plovdiv) et de neuf autres villes du nord de la Thrace le long du fleuve Évros. En échange de ces villes, le tsar bulgare Ivan-Alexandre s’abstint de toute action contre les forces de Cantacuzène qui opéraient dans le sud et l’est de la Thrace,. Au même moment, Momchil, un ancien brigand à qui Cantacuzène avait donné le commandement de la région de Mérope et des montagnes de Rhodope, fit défection en faveur de la régence. Dans les premiers mois de 1344, Cantacuzène se vit privé de l’aide d’Umur et du gros de ces troupes, après que celui-ci dut retourner dans son pays pour repousser une attaque des Latins contre son principal port de mer, Smyrne. En chemin, les Turcs durent affronter les Serbes commandés par Preljub mais l’emportèrent lors de la bataille de Stephaniana, . Cantacuzène réussit toutefois à résister aux attaques conjointes de Dušan et d’Apokaukos jusqu’au retour d’Umur le printemps suivant à la tête d’une armée de 20 000 hommes, .
Cantacuzène et Umur pillèrent conjointement la Bulgarie pour ensuite se tourner contre Momchil qui, profitant du vide laissé à Rhodope entre les Serbes, Bulgares et Byzantins, y avait établi un joupanat autonome avec une armée forte d’environ 5 000 hommes. Le 7 juillet 1345, les deux armées s’affrontèrent à Périthéorion. L’armée de Momchil fut anéantie et lui-même périt dans la bataille. Peu après, Dušan vint mettre le siège devant Serres. L’affrontement paraissait inévitable, Dušan refusant de se retirer comme le lui enjoignait Cantacuzène. Il ne devait être évité que par l’assassinat à Constantinople d’Alexis Apokaukos, le principal instigateur de la guerre civile, , .

## Les dernières années de la guerre: 1345-1347
Dans les premiers mois de 1345, Cantacuzène avait dépêché des moines franciscains auprès de la régence dans un nouvel effort de réconciliation, offre qui avait été rejetée. La position de la régence était toutefois plus fragile que ne tendait à le faire croire ce refus. Les défections survenues au cours de l’hiver avaient affaibli la main mise de la régence sur la capitale et, en réponse, Apokaukos avait lancé de nouvelles proscriptions, construisant même une nouvelle prison pour accueillir les prisonniers politiques. C’est alors qu’il inspectait cette prison, le 11 juin 1345, que les prisonniers s’emparèrent de lui et du garde qui l’accompagnait et les exécutèrent sommairement.
À cette nouvelle, Cantacuzène, poussé par ses partisans qui s’attendaient à ce que la mort d’Apokaukos marquât la fin de la régence, marcha sur Constantinople. Pour sa part, Cantacuzène n'était pas aussi optimiste et, effectivement, l’impératrice et le patriarche réussirent à reprendre le contrôle de la situation. Cantacuzène lui-même subit alors une série de revers qui débutèrent lorsque Jean Apokaukos, le gouverneur en titre de Thessalonique, annonça ouvertement qu’il se rangeait du côté de Cantacuzène à qui il offrirait les clés de la ville; les Zélotes se révoltèrent immédiatement et massacrèrent Apokaukos et les autres partisans de Cantacuzène,. Jean Vatatzès, qui avait plus tôt fait défection en faveur de Cantacuzène, fit à nouveau volte-face, emmenant quelques villes de Thrace avec lui, mais fut assassiné peu après. Enfin, le plus fidèle allié de Cantacuzène, Umur d’Aydin dut l’abandonner avec son armée, l’émir de Saruhan planifiant une attaque contre son pays. Cette alliance fut toutefois bientôt remplacée par celle d’un autre dirigeant turc, Orhan, chef d’un émirat dont la puissance s’affirmait, la Bithynie,.

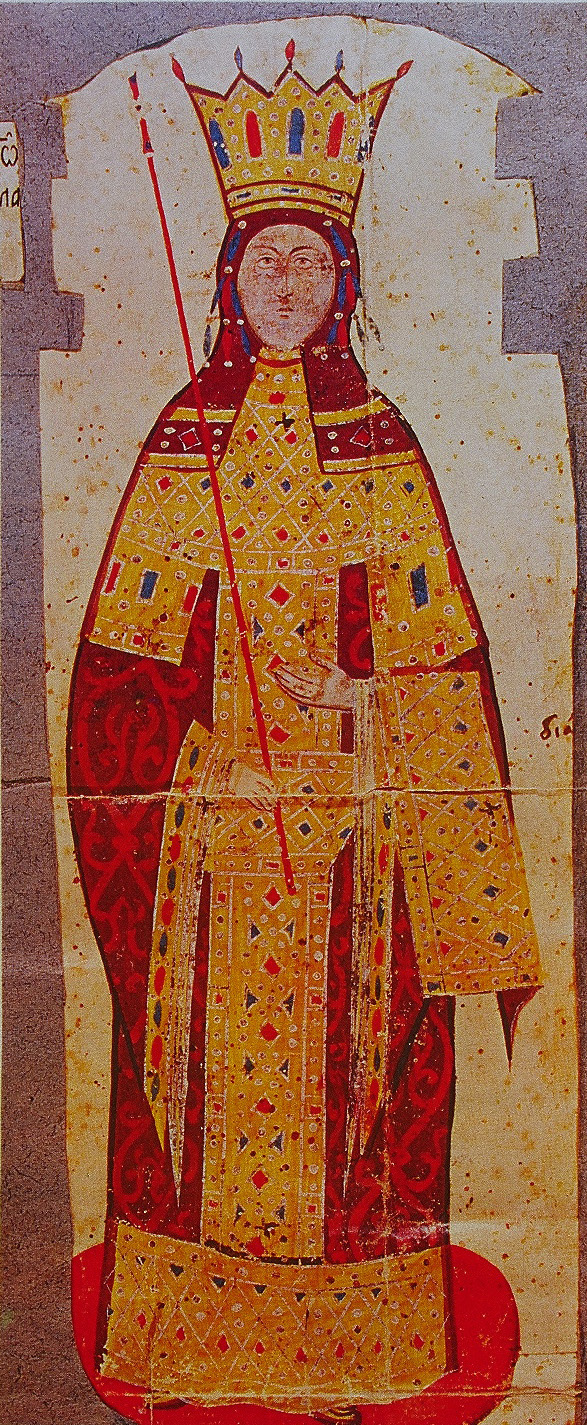
L'impératrice douairière Anne de Savoie

Après un long siège, Serres tomba en septembre 1345 aux mains d’Étienne Dušan. Le roi serbe, qui contrôlait alors près de la moitié de l’empire byzantin d’avant 1341, décida alors de revendiquer le trône impérial. Il fut couronné le 16 avril 1346, jour de Pâques, « empereur des Serbes et des Romains » à Skopje : l'empire serbe était ainsi créé. Ce geste incita Cantacuzène, qui avait déjà été proclamé empereur en 1341, à procéder à un couronnement en bonne et due forme, cérémonie que présida le patriarche de Jérusalem, Lazare, à Andrinople le 21 mai. À la suite de cela, Lazare convoqua un synode d’évêques pour excommunier le patriarche de Constantinople, Jean Kalekas,. Peu de temps après les liens d’amitié qui unissaient depuis peu Cantacuzène et son nouvel allié Orhan furent renforcés par le mariage de la fille de Cantacuzène, Théodora, à l’émir ottoman lors d’une impressionnante cérémonie à Selymbria près de Constantinople.
La situation de la régence était maintenant désespérée. Les appels à l’aide de l’impératrice n’eurent pas d’écho auprès des puissances étrangères; Orhan et le beylik de Karesi rejetèrent ses ouvertures. Le souverain de la Dobroudja, Balko (Balică), fut le seul à envoyer en 1346 une flotte et une troupe de 1 000 hommes d’élite sous le commandement de Théodore et de Dobrotitsa, mais le protostrator Georges Phakrases, envoyé par Cantacuzène, les mit rapidement en fuite tandis que l’émir turc Bahoud d'Umur détruit la flotte de la Dobroudja. De son côté l’émirat de Saruhan envoya une force plus importante d’environ 6 000 hommes, mais au lieu de se battre, les soldats se contentèrent de piller la Thrace avant de rejoindre l’armée de Cantacuzène,,. La régence s’avérant incapable de régler ses dettes, les Génois s’emparèrent des possessions impériales de Chios et de Phocée et pour couronner le tout, le 19 mai 1346, une partie de la basilique Sainte-Sophie s’effondra, terrifiant présage aux yeux des habitants de la capitale,.
À l’été 1346, Cantacuzène était assuré de la victoire. Il laissa la Thrace aux soins de son fils Matthieu et se dirigea vers Selymbrie. Sans attaquer, il attendit presque une année que la capitale se rende. Dans ses mémoires, il explique cette décision par sa volonté d’éviter d’avoir à diriger ses forces turques contre la ville; les contemporains, au contraire, y virent plutôt un signe d’indécision prolongeant inutilement la guerre,. Alors que les mois passaient, la faction pro-Cantacuzène de Constantinople augmentait en nombre pendant que l’impératrice et le patriarche se disputaient sur la conduite de la guerre. Des conspirateurs décidèrent alors de lui remettre la ville en lui ouvrant dans la nuit du 2 février 1347 la Porte d'Or qu'on n'utilisait plus. Cantacuzène fit son entrée à la tête de 1 000 hommes. Le lendemain, ne sentant aucune résistance, les troupes encerclèrent le palais des Blachernes. L’impératrice, craignant pour sa vie, refusa pendant plusieurs jours de se rendre jusqu’à ce Cantacuzène, perdant patience, décidât d’envahir une partie du palais. Le jeune Jean V persuada enfin sa mère d’accepter un règlement.

## L'accord de paix et le règne de Cantacuzène
La guerre se termina officiellement le 8 février 1347 par un accord en fonction duquel Cantacuzène ferait fonction d’empereur en titre pour une période de dix ans après laquelle les deux empereurs règneraient sur un pied d’égalité. Cantacuzène promit aussi l’amnistie à tous ceux qui l’avaient combattu,. Pour sceller ce pacte, Jean V épousa la fille de Cantacuzène, Hélène, et en mai Cantacuzène fut à nouveau couronné empereur dans l’église de Sainte-Marie des Blachernes,. Au total, comme l’a écrit Donald Nicol, ce long conflit fut inutile et « aurait pu se terminer cinq ans plus tôt, épargnant à l’empire son lot d’acrimonie, de haine et de destruction ».
En dépit de la modération et de la clémence dont Cantacuzène fit preuve, cet accord ne fut pas unanimement accepté. Les partisans des Paléologues se méfiaient encore de Cantacuzène, alors que ses propres partisans auraient préféré qu’il dépose Jean V et crée sa propre dynastie. Matthieu, le fils ainé de Cantacuzène, prit également ombrage de ce qu’on lui avait préféré Jean V. Il fallut pour l’apaiser créer à son intention un apanage semi-indépendant qui, incluant presque toute la Thrace occidentale, servait en même temps de protection contre la Serbie d’Étienne Dušan,. Seuls parmi les territoires byzantins restant, les Zélotes de Thessalonique, une enclave maintenant totalement entourée par les Serbes, se refusaient à reconnaitre l’accord, menant une existence pratiquement indépendante jusqu’à ce qu’ils soient conquis par Cantacuzène en 1350.

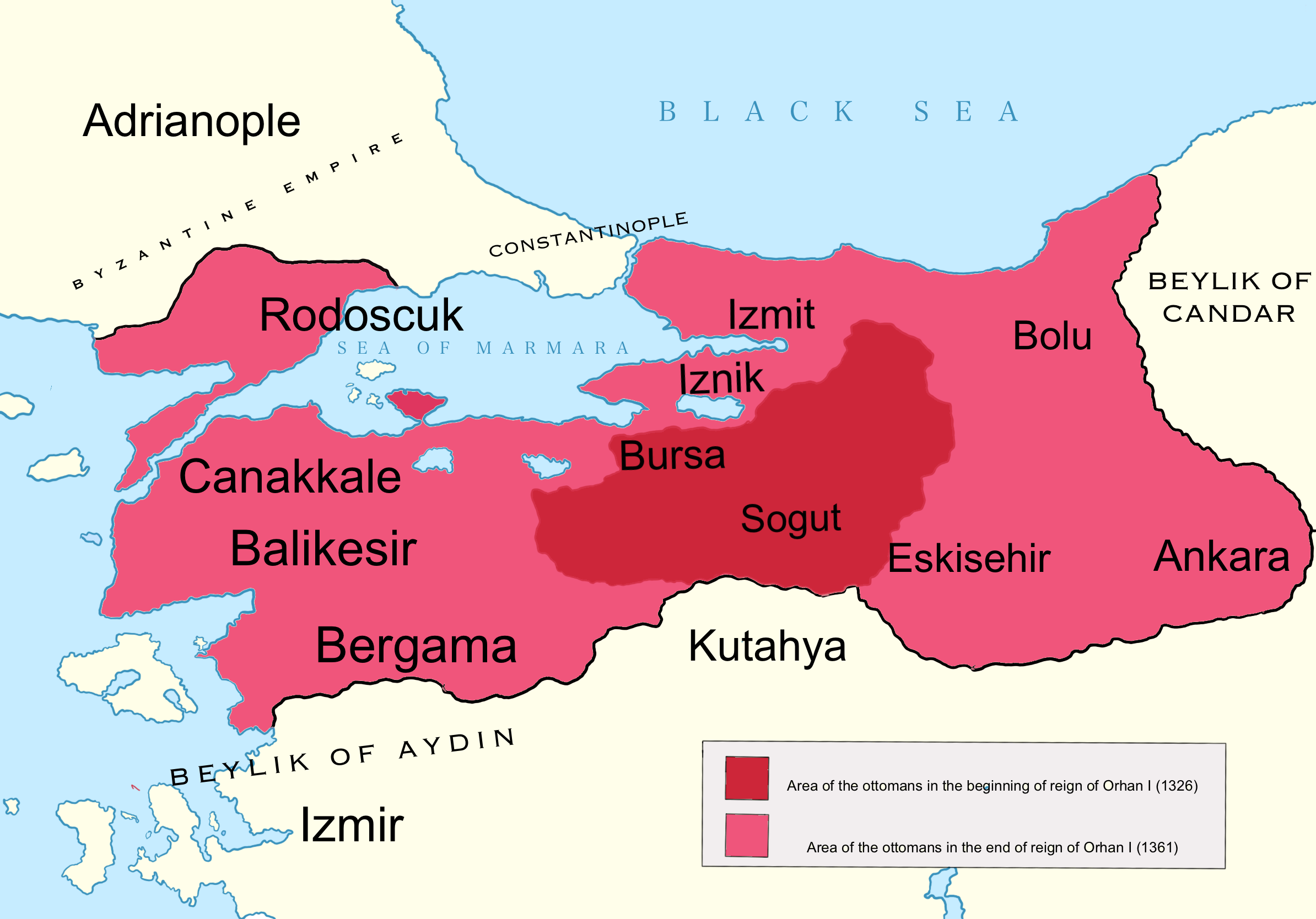
Carte montrant la zone de l'empire ottoman sous le règne d'Orhan et ses conquêtes.

Si Jean VI Cantacuzène tenta de recouvrer une partie de l’empire après 1347, il n'obtint qu'un succès limité. À la faveur de la dépopulation provoquée par la peste, Dušan et son général Preljub prirent les places fortes de Macédoine de même que l’Épire et la Thessalie en 1347-1348, complétant ainsi leur conquête de ce qui restait des territoires byzantins en Grèce,. Une tentative pour affranchir Constantinople de la dépendance des marchands génois de Galata pour l’approvisionnement et le commerce se traduisit par une guerre avec Gênes qui se termina par le compromis de 1352,. En 1350, Cantacuzène profita de la guerre conduite par Dušan contre la Bosnie pour reconquérir Thessalonique aux mains des Zélotes, de même que Berroia, Vodena et d’autres villes de Macédoine, mais bientôt l’empereur serbe réussit à reconquérir celles-ci à la seule exception de Thessalonique,,.
Les relations qui allaient en se détériorant entre Matthieu Cantacuzène qui résidait en Thrace occidentale et Jean V Paléologue devaient fournir le motif d’un nouveau conflit. Celui-ci éclata en 1352 lorsque Jean V, avec l’appui de troupes vénitiennes et turques, attaqua Matthieu Cantacuzène. Jean Cantacuzène se précipita à l’aide de son fils avec une force de quelque 10 000 hommes, principalement ottomans qui reprirent les villes de Thrace, pillant systématiquement la campagne sur leur passage. En octobre 1352, à Didymotique, les forces ottomanes rencontrèrent et défirent les 4 000 Serbes qu’Étienne Dušan avait envoyés à l’aide de Jean V,,. Ce devait être la première victoire turque en Europe et constituer un funeste présage. Deux ans plus tard, la prise de Gallipoli marqua le début de la conquête turque des Balkans qui devait culminer avec la chute de Constantinople. Pendant ce temps, Jean V s’enfuit sur l’ile de Ténédos d’où il fit une vaine tentative pour s’emparer de Constantinople en mars 1353. Jean VI y répondit en faisant couronner son fils Matthieu en tant que coempereur. Jean V Paléologue, s’appuyant sur les Génois et la popularité en déclin de Cantacuzène, réussit à entrer dans la capitale en novembre 1354, ce sur quoi Jean VI abdiqua et se retira dans un monastère. En Thrace, Matthieu tint bon jusqu’à son abdication en 1357, laissant ainsi Jean V seul maitre d’un État réduit à sa plus simple expression,.

## Les conséquences de la guerre civile
Cette guerre civile constitua un point tournant dans l’histoire de Byzance dont elle accéléra le déclin. Ainsi que l’a écrit la byzantiniste Angeliki Laiou, « à la fin de la deuxième guerre civile, Byzance n’avait plus d’empire que le nom ». En plus de se solder par d’énormes pertes territoriales, ce long conflit avait épuisé les ressources de l’État. La Thrace qui constituait le plus important territoire d’un seul bloc de l’empire, avait subi de telles dévastations qu’il en était réduit à importer son grain de Bulgarie, de Valachie et de Crimée. Le commerce était anéanti et le trésor, selon les termes de Grégoras « ne contenait plus que les atomes d’Épicure ». De plus, la peste qui avait fait son apparition en 1347 réduisit encore plus la base de taxation de l’empire et la base de recrutement de son armée, rendant ainsi impossible de renverser les gains territoriaux de l’empire serbe,. La guerre eut aussi pour conséquence l’effondrement de l’administration impériale dans les provinces, faisant ainsi de la campagne thrace l’apanage d’une administration locale détenue par les seigneurs de la région. En dépit de leurs richesses considérables, ces derniers grâce à des exceptions ou par évasion fiscale parvenaient à échapper au fisc impérial.
Ces facteurs, auxquels il faut ajouter la reprise de la guerre civile en 1352 et, surtout, l’apparition de la peste, rendirent impossible de parvenir ne fût-ce qu’à un modeste redressement comme celui auquel on avait assisté sous Andronic III. Par la suite, Byzance devait demeurer sous la menace constante de voisins plus forts qu’elle, incapable de poursuivre une politique étrangère indépendante, handicapée par son manque de ressources et ses conflits intérieurs perpétuels. Grâce à la combinaison de facteurs extérieurs fortuits et d’une habile diplomatie, elle parvint à survivre pendant un siècle, jusqu’à sa conquête par les Ottomans en 1453. Seul le territoire byzantin de Morée put jouir d’une relative prospérité, son isolement relatif lui ayant permis d’éviter les ravages de la guerre civile. La nomination de Manuel Cantacuzène à titre de despote en 1349 devait signaler la création du despotat de Morée, dernier fleuron de la gloire économique et culturelle du monde byzantin jusqu’à ce qu’il soit à son tour conquis par les Ottomans en 1460.